# Otto Richter (Bildhauer)
Emil Otto Richter (* 18. März 1867 in Löbnitz im Kreis Delitzsch; † 8. Mai 1941 ebenda (nicht 1943 in Braunschweig)) war ein deutscher Bildhauer.

## Leben
Richter war zunächst als Elfenbeinschnitzer tätig. Er wurde Schüler der Manufaktur in Charlottenburg und besuchte die Unterrichtsanstalt des Kunstgewerbemuseums Berlin, die Königliche Kunstschule zu Berlin und die Kunstakademie Berlin. Er arbeitete und Modellierer für die Königliche Porzellan-Manufaktur Berlin. Er unternahm Reisen nach Belgien, Dänemark, Frankreich, Italien, Nordafrika, Schottland, Spanien und Russland. Im Jahr 1899 wurde er Lehrer und an der Kunstgewerbeschule in Berlin.
In der Zeit des Nationalsozialismus war Richter Mitglied der Reichskammer der bildenden Künste. Für diese Zeit ist seine Teilnahme an vier großen Ausstellungen sicher belegt, darunter 1937 und 1938 die Große Deutsche Kunstausstellung in München. Aus Anlass des 50. Geburtstages von Adolf Hitler wurde er am 20. April 1939 zum Professor ernannt. Er betrieb eine Bildhauerwerkstatt in Berlin, ebenso wie der mit ihm häufiger zusammenarbeitende Steinmetz Carl Schilling (1876–1939) im späteren Berliner Stadtteil Tempelhof.
Im Jahr 1901 gewann Richter beim Wettbewerb für das Kaiser-Friedrich-Denkmal in Charlottenburg den 1. Preis, der aber nicht ausgeführt wurde.

## Museen und weitere Ausstellungen (unvollständig)
- 1898: Große Berliner Kunstausstellung in der Königlichen Akademie der Künste (St. Georg, Modell für einen kupfernen Kamineinsatz)[6]
- 1903: Münchener Jahres-Ausstellung im Königlichen Glaspalast (Marmorgruppe Die Qual)[7]
- 1906: 33. Jahresausstellung der Gesellschaft Bildender Künstler im Künstlerhaus Wien (Bronzerelief Die Arbeit, Marmorgruppe Die Qual)[8]
- 1907: Internationale Kunst- und Grosse Gartenbau-Ausstellung in Mannheim (Brunnenmodell für das Kaufhaus der Stadt Mannheim)[9]
- 1909: Bronzestatue Dem Sieger Geschenk des Künstlers an die Städtische Kunstsammlung Mannheim[10]

## Werke (Auswahl)

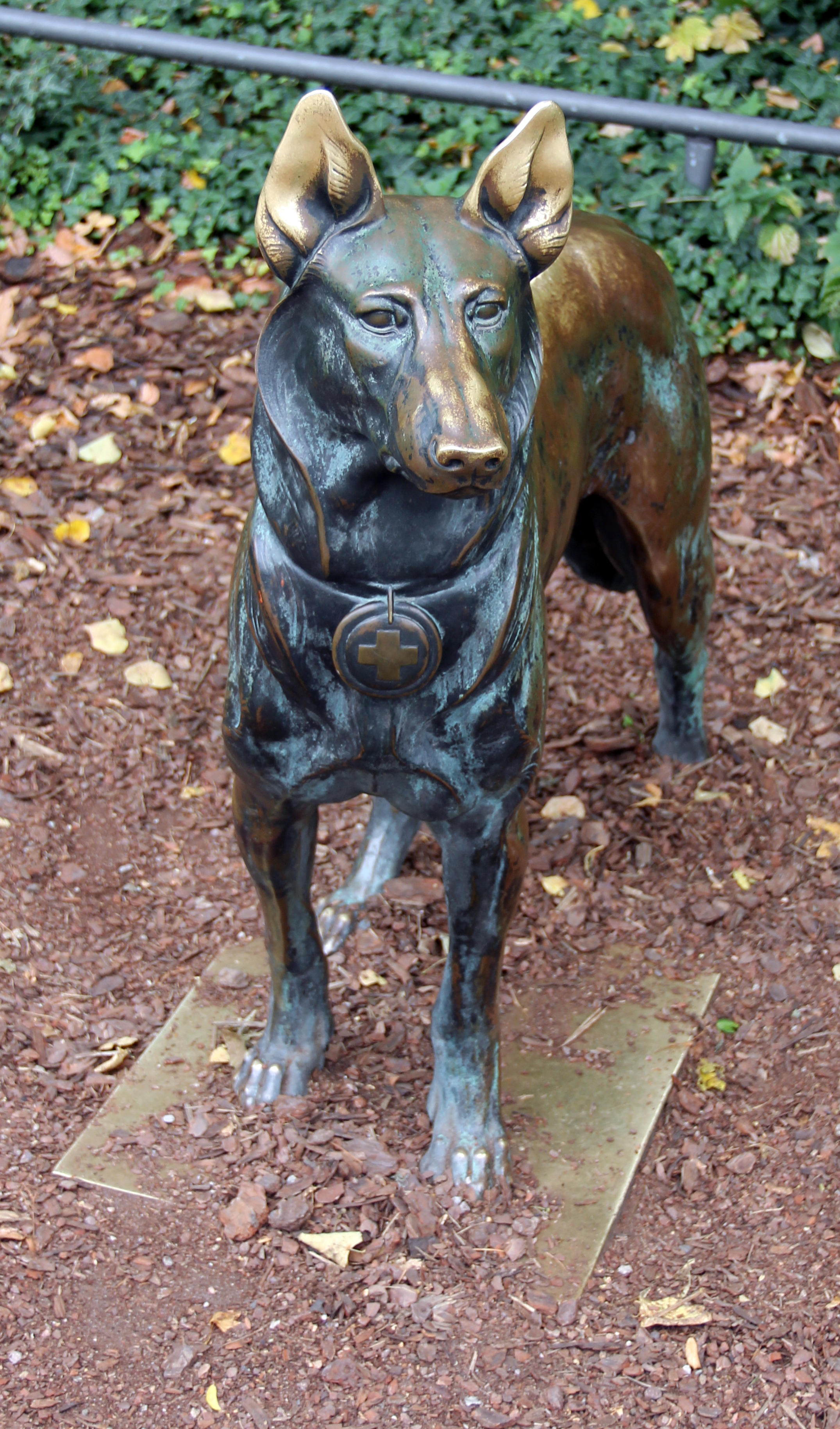
Skulptur Dem Deutschen Blindenhund im Berliner Zoologischen Garten, 1928

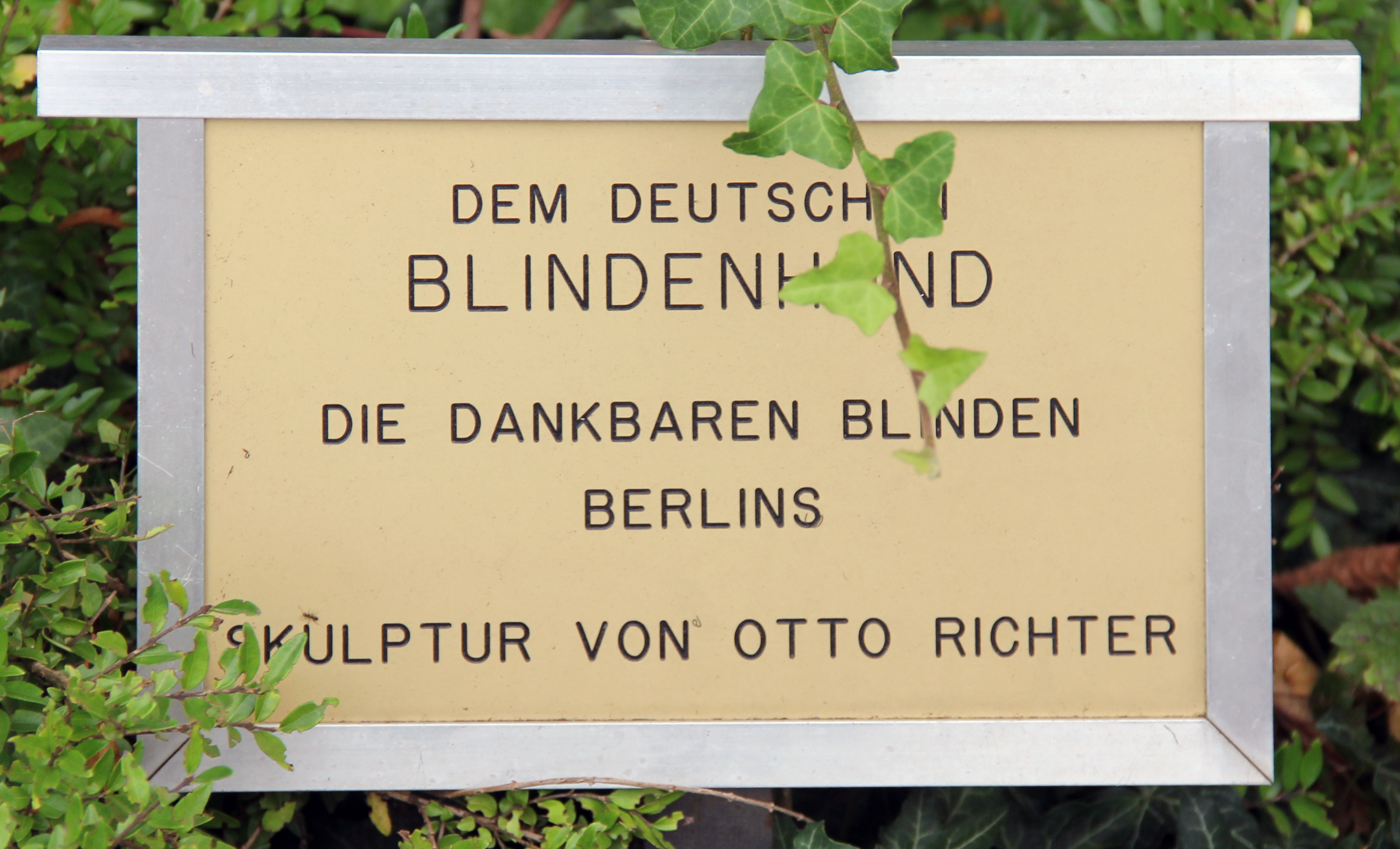
Tafel Die dankbaren Blinden Berlins

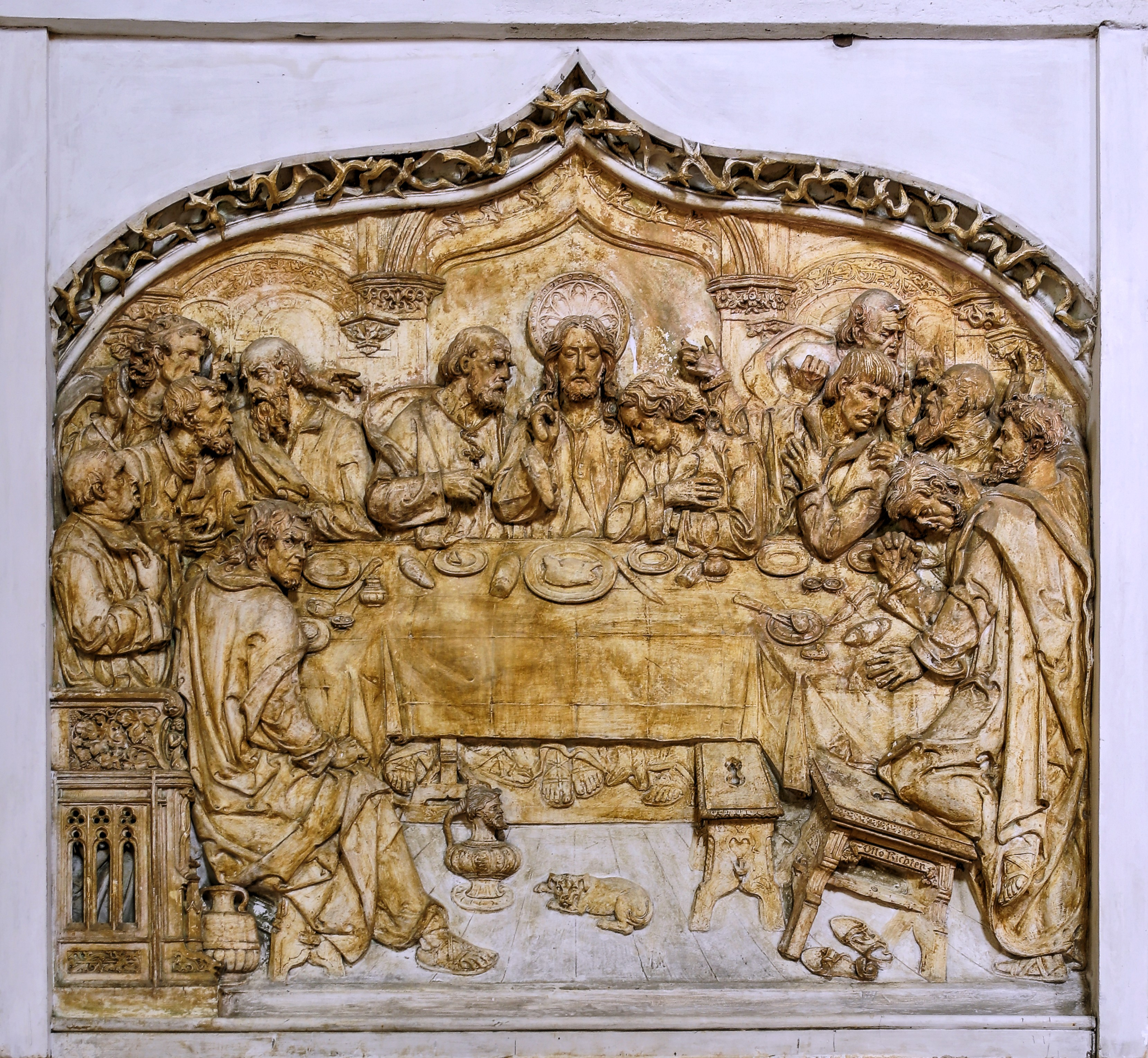
Abendmahl, 1932, Kopie

- Architekturplastiken am Reichstagsgebäude, an der Pommerschen Bank und an der Immobilien- und Verkehrsbank in Berlin
- um 1900: Modelle für die Skulpturen am Geschäftsgebäude für die Zivilabteilungen des Landgerichts Berlin I und des Amtsgerichts Berlin I in Berlin-Mitte
- um 1903: Adler mit Schlange auf dem Regierungsgebäude in Frankfurt an der Oder
- um 1904: Modelle für den plastischen Schmuck der Grunewaldkirche in Berlin-Grunewald einschließlich Christusfigur
- um 1906: Figuren am Erweiterungsbau des Kriminalgerichts Moabit in Berlin
- um 1910: Modelle für den plastischen Schmuck der Paul-Gerhardt-Kirche in Berlin-Prenzlauer Berg
- 1911: weitere Adler für öffentliche Gebäude in Berlin[11]
- um 1915/1919: Denkmal für die gefallenen deutschen Soldaten auf dem Südfriedhof in Lille
- um 1924: Bauschmuck für das Dienstgebäude der Reichsbahndirektion Oppeln
- 1928: Blindenhunde-Denkmal im Berliner Zoologischen Garten am Hardenbergplatz, Berlin-Tiergarten
- 1932: Darstellung des Abendmahls zum Andenken an seine verstorbenen Eltern, das Original wurde im Zweiten Weltkrieg in Berlin zerstört, eine Kopie befindet sich in der Dorfkirche Löbnitz
- 1933: Lebensgroße Bronzeskulptur von zwei Pferden, modelliert nach Kaltblütern der Schultheiss-Brauerei, ursprünglich im Hof des Roten Rathauses; sie war in der Planungsphase für den Treptower Park bestimmt. Auf Initiative des Berliner Oberbürgermeisters Julius Lippert wurde sie im nördlichen Teil des Spandauer Südparks aufgestellt. Sie wurde 1942, im Zweiten Weltkrieg, als Metallspende des deutschen Volkes für den Umguss zu Kriegsmaterialien abgebaut.[12][13]

- Heinrich der I. (Reiterstatue, Bronze; auf der Großen Deutschen Kunstausstellung in München 1937)[14]
- Gebirgsedelhirsch (Bronze; auf der Großen Deutschen Kunstausstellung in München 1938)[15]
- Gebirgsedelhirschkuh (Bronze; auf der Großen Deutschen Kunstausstellung in München 1938)[16]

- Modelle für die Skulpturen am Amtsgericht Schöneberg, am Amtsgericht Dortmund, am Amtsgericht Hannover, am Amtsgericht Duisburg und am Amtsgericht Essen[2]
- Adler auf der Bismarckbrücke in Berlin-Charlottenburg
- Adler für das Boedecker-Denkmal im Reichsversicherungsamt in Berlin
- Zwei Portalfiguren für das Gebäude des alten Kunstgewerbemuseums in Berlin
- Brunnen im Neuen Rathaus in Mannheim
- Figuren am Gebäude des preußischen Kultusministeriums in Berlin
- Zwei Reliefs für das Gebäude der Magdeburger Lebensversicherung in Magdeburg
- Kriegerdenkmäler in Brück